# Kirchenburg Baaßen
Die Kirchenburg Baaßen ist eine evangelisch-lutherische Kirche in Baaßen (Bazna) in der Region Siebenbürgen in Rumänien.
Eine erste Kirche entstand im 13. Jahrhundert, Elemente des romanischen Vorgängerbaus sind noch im Westportal und im Chor erkennbar. Im 14. Jahrhundert wurde die Kirche im gotischen Stil umgebaut. Wegen der Bedrohung durch die Türken wurde die Kirche Anfang des 16. Jahrhunderts zur Kirchenburg mit Wehranlagen ausgebaut. Sie wurde in eine Hallenkirche umgebaut und erhielt einen dreigeschossigen Chor. Über eine Wendeltreppe ist der Wehrturm über dem Chor erreichbar. 
Die Kirche ist von einer hohen Ringmauer umgeben und verfügt über einen Torturm mit Nebengebäuden. Der Torturm schließt nach oben mit einem hölzernen Wehrgang ab und war mit eisenbeschlagenen Holztoren und Fallgattern ausgestattet. Es gab vormals zwei weitere, der Ringmauer vorgelagerte, Türme. Die heutige Ausstattung der Kirche besteht aus einem barocken Altar, Kanzel und Orgel. 
In der Kirche finden Veranstaltungen statt. Sie kann auf Anfrage besichtigt werden.